# الأسبوع الوطني لعدم التدخين
الأسبوع الوطني لعدم التدخين(بالإنجليزية:National Non-Smoking Week)هو حدث سنوي في كندا.تأسس في عام1977,وما زال يحتفل به في الأسبوع الثالث من يناير ابتداءً من يوم الأحد.يتم تنسيقه من قبل المجلس الكندي لمكافحة التبغ,ويهدف الى:
- زيادة الوعي لدى الكنديين عن مخاطر التدخين.
- مساعدة الناس على الإقلاع عن التدخين.
- تعزيز حق الأفراد في استنشاق هواء غير ملوث بدخان التبغ.
- تشويه صورة صناعة التبغ,وممارسات تسويقه,ومنتجات التبغ,واستخدامها.
- المساعدة في تحقيق مجتمع خالٍ من التدخين في كندا.[1]

## الأربعاء الخالي من الحشيش
يطلق على يوم الأربعاء من الأسبوع الوطني للحد من التدخين اسم الأربعاء الخالي من الحشيش أو"Weedless Wednesday".حيث يتم حث مدخني الماريجوانا على الإمتناع عن التدخين في هذا اليوم.القصد من ذلك تشجيع عملية الإقلاع عن التدخين بالإضافة الى الحصول على تغطية إعلامية.